# Schicht

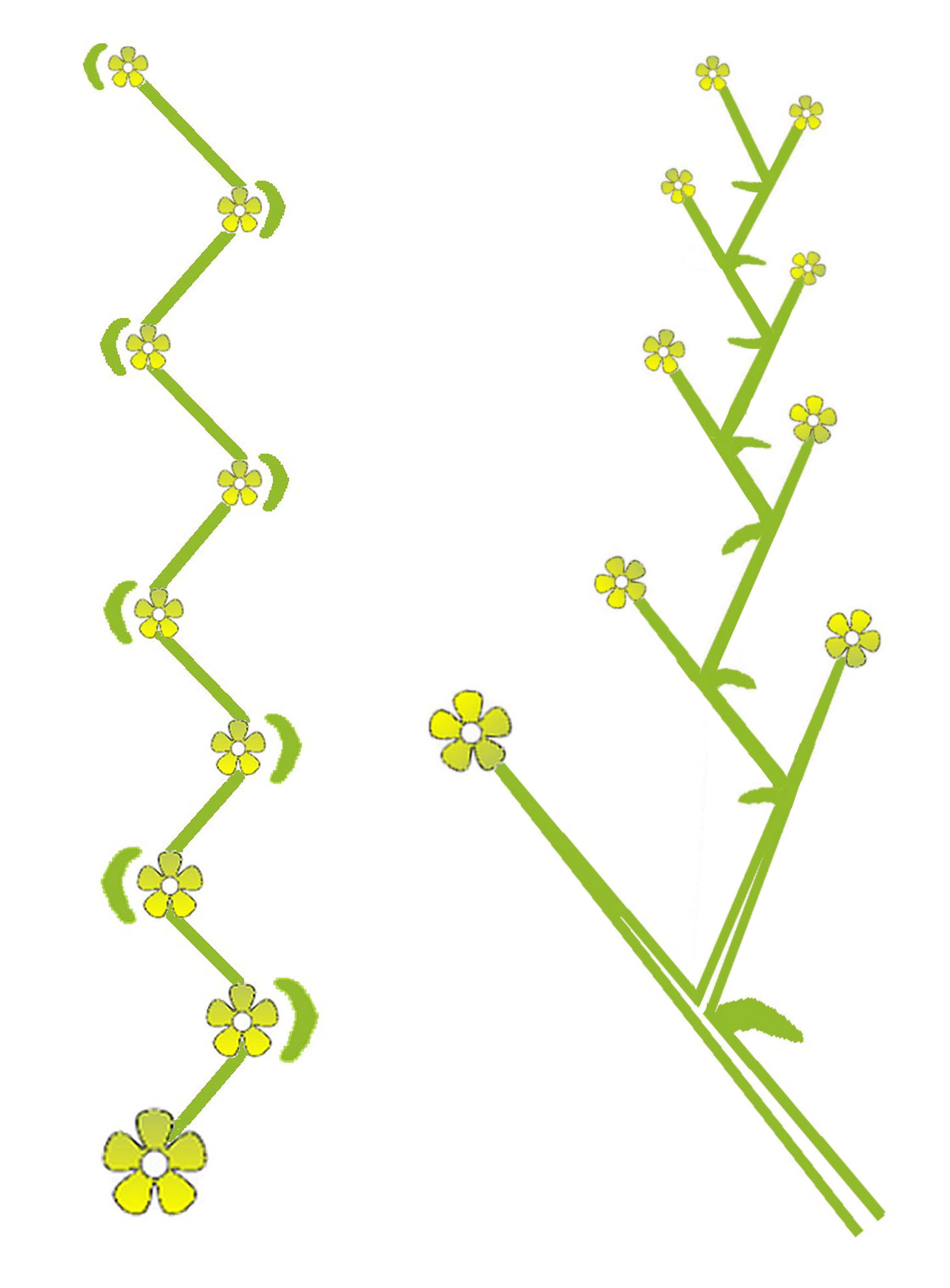
schicht boven- en zijaanzicht

Een schicht (monochasium) is een bloeiwijze, waarbij de zijassen beurtelings links en rechts ontspringen van de vorige as. De bloemen blijven in dezelfde verticale as en zijn gewoonlijk naar een zijde gebogen. Deze bloeiwijze komt onder andere voor bij de Ruwbladigenfamilie.
Het verschil met een waaier is dat de opeenvolgende verticale vlakken waarin de zijassen zijn ingeplant bij een schicht een rechte hoek met elkaar vormen.
Een schicht is afgeleid van een tweetakkig bijscherm, waarbij per niveau afwisselend telkens het linkse of rechtse bloempje ontbreekt (gereduceerd is).

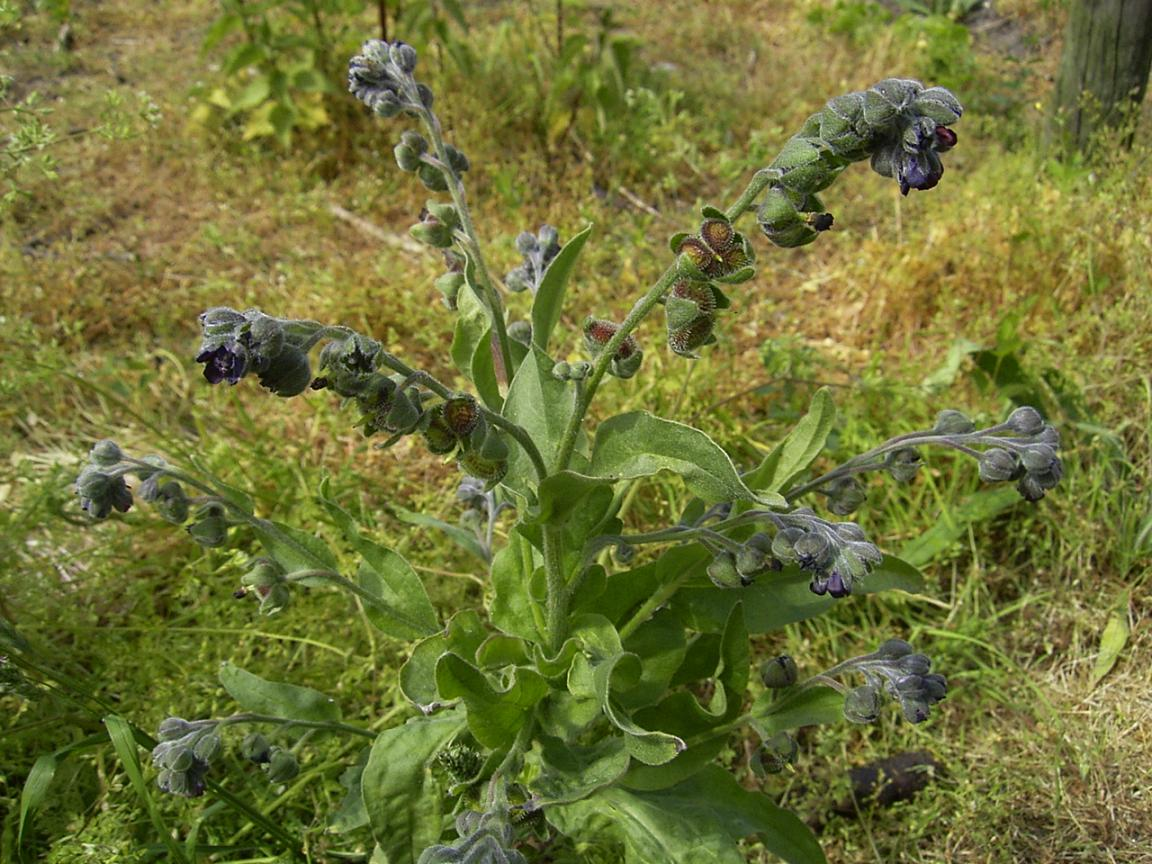
schicht van veldhondstong
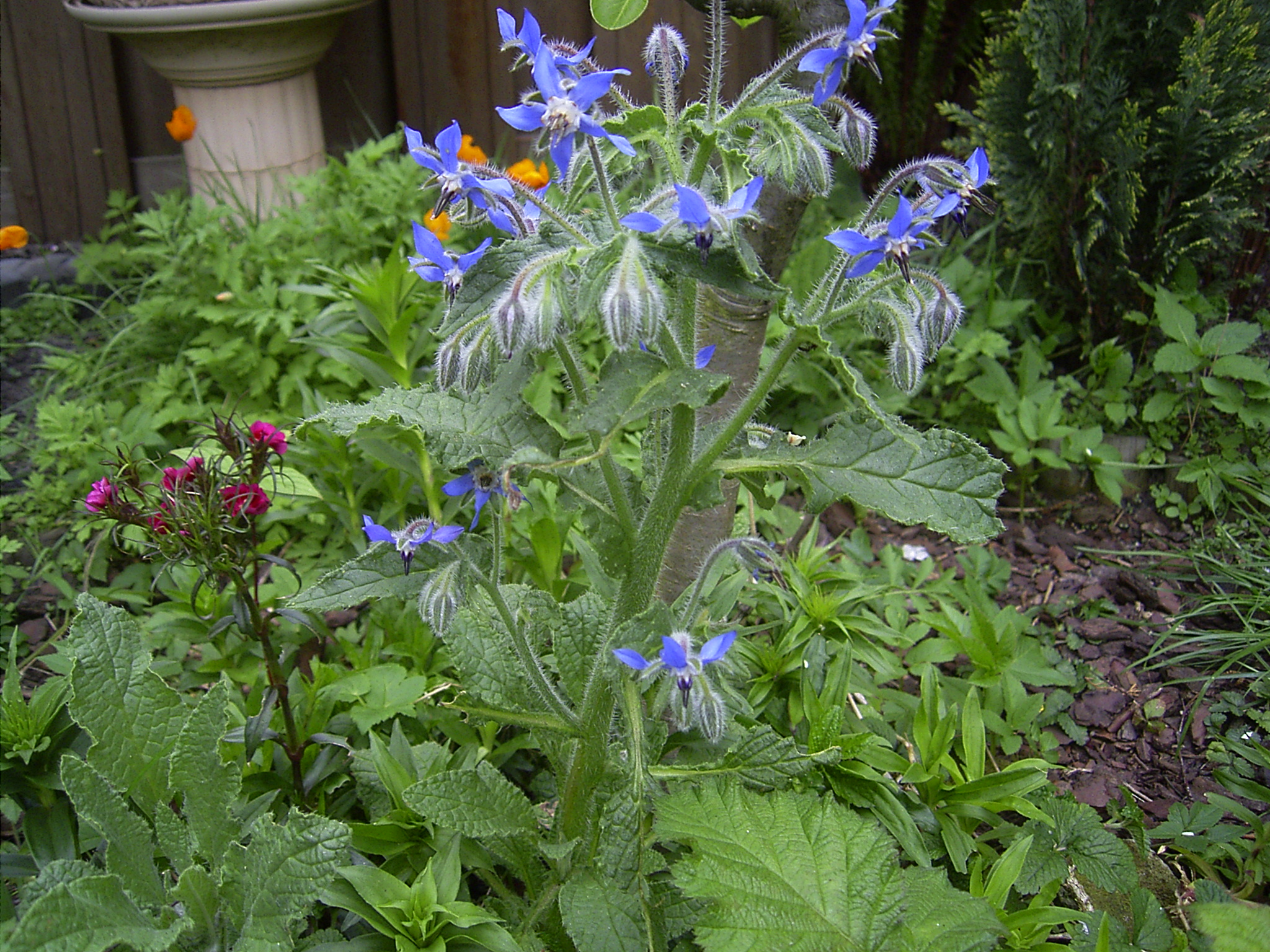
schicht van bernagie
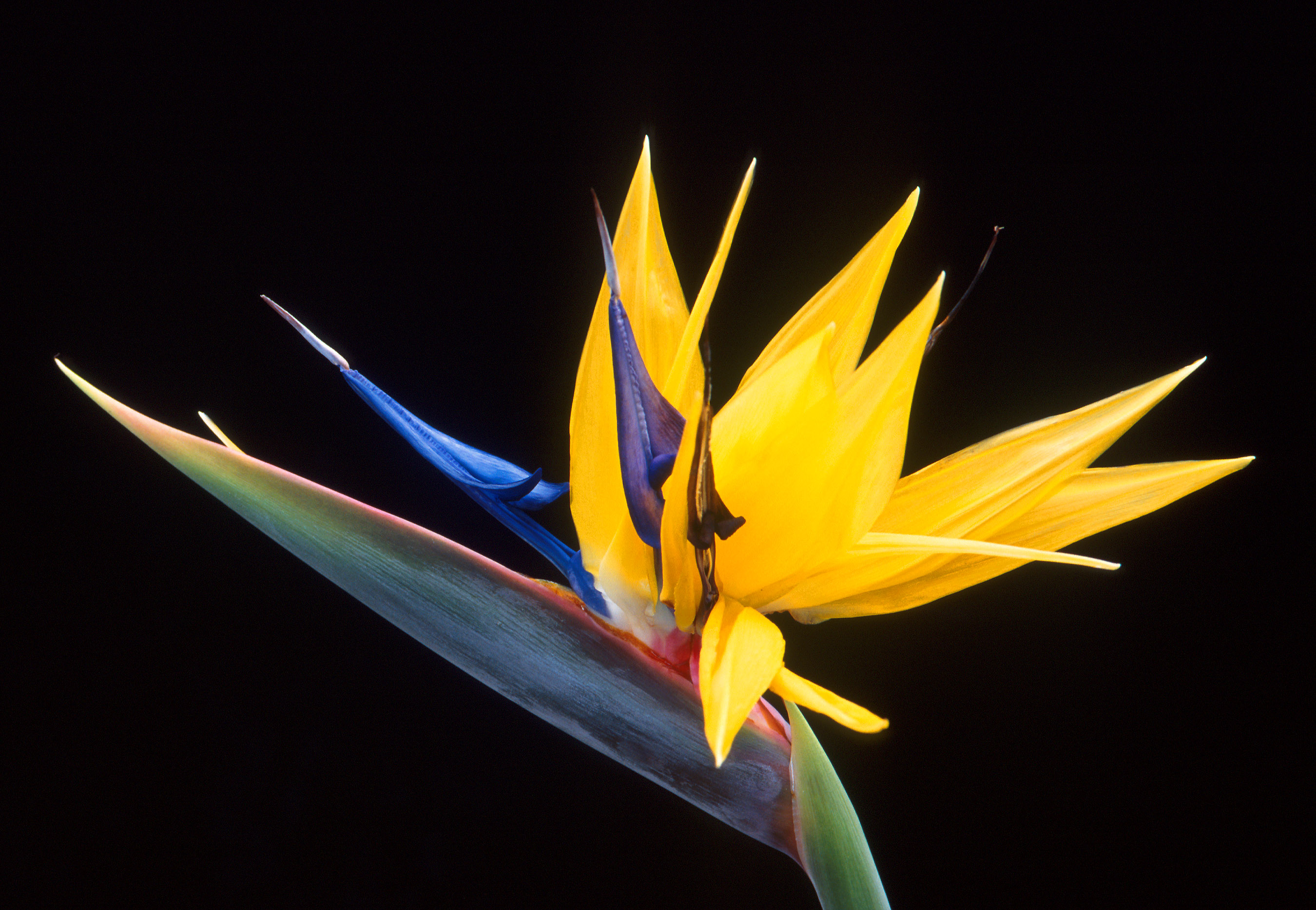
schicht van paradijsvogelbloem
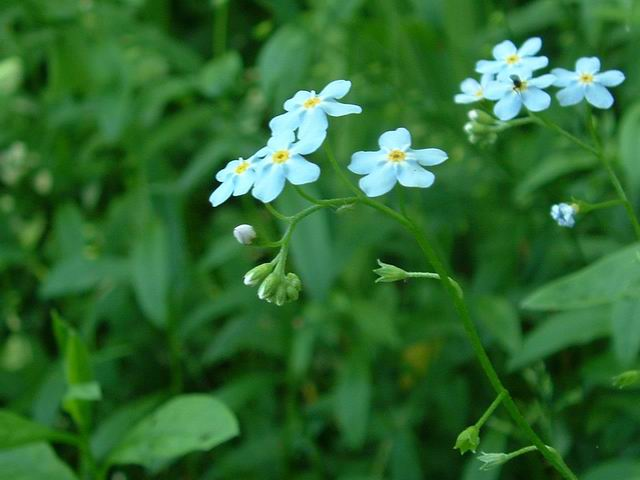
schicht van moerasvergeet-mij-nietje